# Slezština (lechický jazyk)

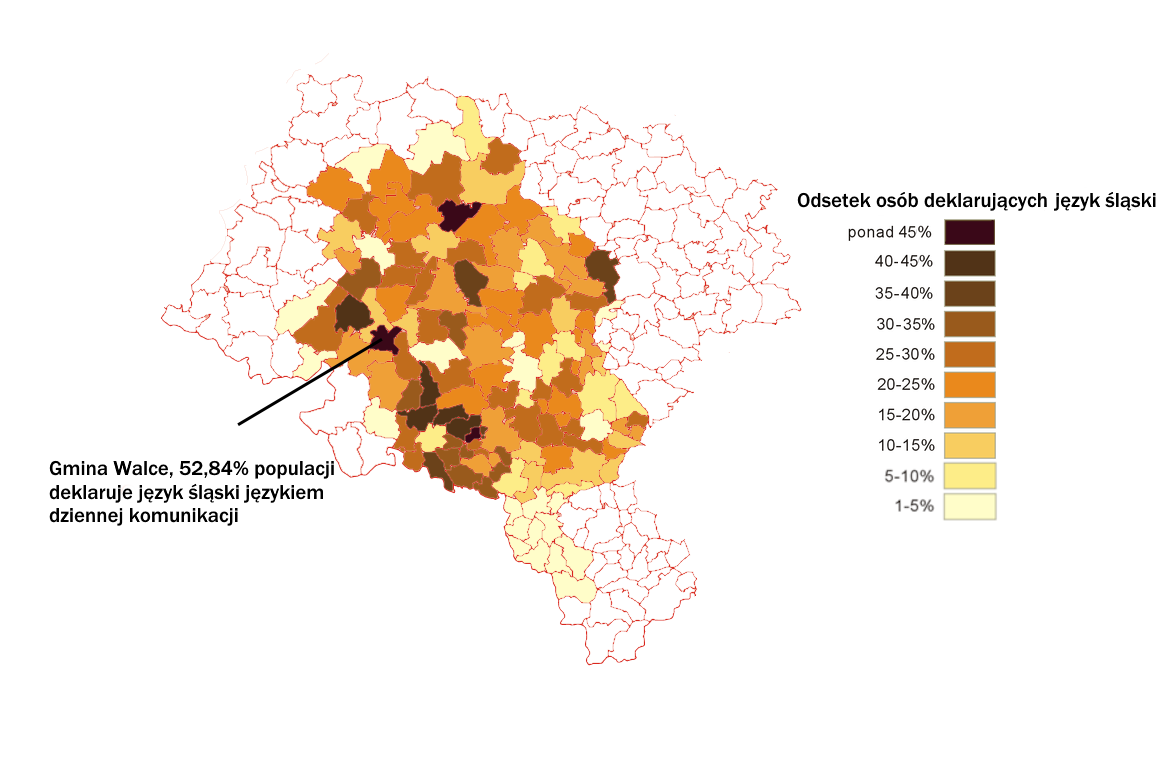
Rozšíření slezštiny v Opolském a Slezském vojvodství

Slezština (slezsky ślōnskŏ gŏdka, polsky język śląski) je západoslovanský jazyk používaný v Horním Slezsku, v současnosti menšinově. Patří k lechické větvi stejně jako polština a kašubština, vykazuje však mnoho společných rysů s češtinou či slovenštinou a zejména v oblasti slovní zásoby a syntaxe je silně poznamenána německými vlivy. 
Status slezštiny je sporný. Ve 20. století ji většina jazykovědců řadila mezi dialekty polštiny a demografické změny po druhé světové válce, jakož i asimilační politika státu, se negativně odrazily na vitalitě jazyka. Současná běžně používaná podoba kolísá od „čisté“ slezštiny, která je pro Poláky méně srozumitelná než slovenština pro Čechy, přes jazyk smíšeného typu po regionálně zabarvenou polštinu s určitým přízvukem a specifickou slovní zásobou (pak se dá slezština považovat za dialekt polského jazyka).
V Česku se slezština používá zejména na západním Těšínsku, kde je silně ovlivňována češtinou a samotnými uživateli nejčastěji označována jako ponašymu.

## Nynější stav
Ve 21. století zesílily snahy o kodifikaci spisovné slezštiny a nastal rozmach slezsky psané literatury, slezština se též stále více začala objevovat na internetu a ve veřejném prostoru. Při sčítání lidu v roce 2021 se k ní jako obcovací řeči (jako jediné anebo společně s polštinou) přihlásilo 457,9 tisíc obyvatel Polska, pro české území podrobné údaje nejsou dostupné, protože deklarace slezského mateřského jazyka byly sčítány spolu s češtinou. 
Otázka uznání slezštiny menšinovým jazykem je zejména v Polsku dlouhodobě předmětem politického sporu, který částečně souvisí s problematikou slezské národnosti a požadavků na autonomii Horního Slezska. V roce 2019 polský parlament počtvrté zamítl poslanecký návrh zákona na přiznání slezštině statutu regionálního jazyka, další návrh byl podán v únoru 2020.
O uznání jazyka na regionální úrovni usilovala v roce 2024 vláda Donalda Tuska. Zákon, který jazyk jako regionální uznává, prošel v polském Sejmu v dubnu 2024.

## Nářečí
Podle klasifikace Alfreda Zaręby, autora Jazykového atlasu Slezska (Atlas językowy Śląska, 1969–1996), se tradiční slezština dělí na deset nářečních skupin: kluczborskou, opolskou, nemodlínskou, prudníckou, hlivickou, hlivicko-opolského pomezí, slezsko-malopolského pomezí, těšínskou, jablunkovskou a slezsko-lašského pomezí. Alternativní členění navrhl Stanisław Bąk, jenž vymezil osm nářečních skupin: dolnoslezskou, opolskou, strzeleckou, nemodlínskou, hornohlohovskou, hlivickou, těšínskou a slezsko-malopolského pomezí. 

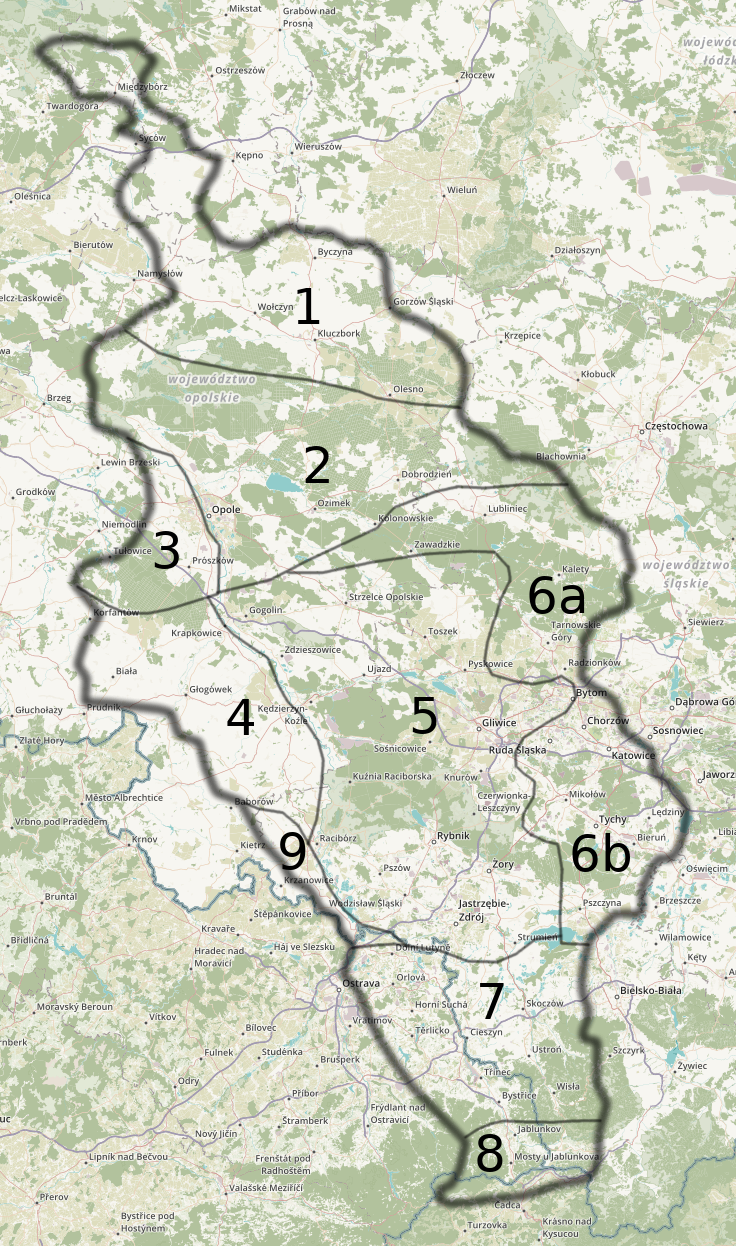
Nářečí slezštiny dle Alfreda Zaręby

S ohledem na současnou sociolingvistickou situaci se hovoří o třech základních interdialektech slezského jazyka:
- severozápadním (opolském; užívá znaky ã, ŏ, õ),
- centrálním (katovická a rybnická konurbace a přilehlé oblasti tzv. průmyslového Horního Slezska) a
- jižním (Těšínsko, tzv. ponašymu; užívá slezský fonetický pravopis nahrazující spřežky diakritikou).[16][17]

Někteří lingvisté považují za součást slezštiny rovněž lašská nářečí, která však patří již k česko-slovenské větvi. Slezština nicméně volně přechází mezi polštinou a češtinou podobně, jako se suržyk nachází na pomezí ruštiny a ukrajinštiny Slezština se též částečně používá mezi hornoslezskými emigranty v Německu a ve Spojených státech, kde existuje její zvláštní varianta: texaská slezština.

## Pravopis a výslovnost
| Počet osob deklarujících slezštinu jako doma užívaný jazyk (všechny barvy v pruhu), z toho ti, deklarující ji jako jediný domácí jazyk (červeně) či jeden z mnoha (stříbrně) v tisících | Počet osob deklarujících slezštinu jako doma užívaný jazyk (všechny barvy v pruhu), z toho ti, deklarující ji jako jediný domácí jazyk (červeně) či jeden z mnoha (stříbrně) v tisících | Počet osob deklarujících slezštinu jako doma užívaný jazyk (všechny barvy v pruhu), z toho ti, deklarující ji jako jediný domácí jazyk (červeně) či jeden z mnoha (stříbrně) v tisících | Počet osob deklarujících slezštinu jako doma užívaný jazyk (všechny barvy v pruhu), z toho ti, deklarující ji jako jediný domácí jazyk (červeně) či jeden z mnoha (stříbrně) v tisících | Počet osob deklarujících slezštinu jako doma užívaný jazyk (všechny barvy v pruhu), z toho ti, deklarující ji jako jediný domácí jazyk (červeně) či jeden z mnoha (stříbrně) v tisících |
| --- | --- | --- | --- | --- |
| | | | | |
| 2021 | 2021 | | 457,9 (53,3) | 457,9 (53,3) |
| 2011 | 2011 | | 529,4 (126,5) | 529,4 (126,5) |
| 2002 | 2002 | | 56,6 | 56,6 |

Vzhledem k tomu, že slezština není oficiálně kodifikována, neexistuje jednotný způsob zápisu. V současnosti je nejrozšířenější variantou slabikářový pravopis (ślabikŏrzowy szrajbunek) navržený skupinou jazykovědců pod vedením Jolanty Tamborové v roce 2009 a zpopularizovaný spolkem Pro Loquela Silesiana vydáním Hornoslezského slabikáře (Gōrnoślōnski ślabikŏrz) v roce 2011. Často se používá též Steuerův pravopis (Steuerowy szrajbůnek), který vychází ze zápisu používaného v první polovině 20. století Felixem Steuerem, badatelem sulkovského nářečí.
Jižní nářečí (ponašymu) většinou užívá vlastní pravopis, ovlivněný češtinou – tzv. slezský fonetický pravopis (Ślōnski alfabet fōnetyczny).

### Slabikářový pravopis
Slabikářový pravopis (Ślabikŏrzowy szrajbōnek; Ślabikŏrz) obsahuje 34 písmen. Základ je tvořen standardní anglickou latinkou o 23 písmenech (bez q, v, x), ke které je přidáno 11 písmen se sedmi různými diakritickými znaménky:
- s přeškrtnutím (kreską ukośną) ł
- s čárkou (kreską) ń, ć, ś, ź
- s tečkou (kropką) ż
- s obloučkem ŏ
- s macronem ō
- se stříškou ô
- s vlnovkou ã, õ

Slabikářový pravopis na rozdíl od polské abecedy obsahuje písmena ã, ŏ, ō, ô, õ a naopak neobsahuje písmena ą, ę, ó.
| a | ã | b | c | ć | d | e | f | g | h | i | j | k | l | ł | m | n | ń | o | ŏ | ō | ô | õ | p | r | s | ś | t | u | w | y | z | ź | ż |
| A | Ã | B | C | Ć | D | E | F | G | H | I | J | K | L | Ł | M | N | Ń | O | Ŏ | Ō | Ô | Õ | P | R | S | Ś | T | U | W | Y | Z | Z | Ż |

| |
| - A - Ã – nazální [ã]IPA přítomné v západoslezských nářečích - B - C - CH – není samostatným písmenem, uvádí se po C - CZ – tvrdé [ʈ͡ʂ]IPA - Ć – měkké [t͡ɕ]IPA, před samohláskou CI - D - DZ - DŹ – měkké [d͡ʑ]IPA, před samohláskou DZI - DŻ – tvrdé [ɖ͡ʐ]IPA - E – výslovnost může kolísat mezi širokým [ɛ]IPA a úzkým [e]IPA, zúžená výslovnost je běžná zejména na konci slov - F - G - H – v současnosti vlivem polštiny zanikl u většiny mluvčích rozdíl mezi [h]IPA a [x]IPA (ch), jedná se o alofony - I – „měkké“ [i]IPA, používá se také ke změkčení předchozí souhlásky, např. mioł ('měl'), piyńć ('pět') - J - K - L - Ł – [w]IPA - M - N - Ń – [ɲ]IPA (ň), před samohláskou NI - O – široké [ɔ]IPA - Ō – úzké [o]IPA - Ô – prelabializované [wɔ]IPA (řidčeji [wo]IPA) na začátku slov: ôkno ('okno'), ôdewrzić ('otevřít') - Ŏ – pro označení odlišné výslovnosti kontinuant dlouhého <á> na Opolsku oproti ostatním slezským nářečím: farŏrz ('farář') – na Opolsku vyslovováno farouř, ve zbytku Horního Slezska faroř - Õ – pro označení nazální výslovnosti hlásky <o> na Opolsku, případně odlišné koncovky <–e> nebo <–ym> na Těšínsku, na konci slov v některých gramatických tvarech oproti ostatním nářečím: to je Wikipedyjŏ ('tohle je Wikipedie') vs. czytōm Wikipedyjõ ('čtu Wikipedii') - P - R – standardně alveolární vibranta [r]IPA jako v češtině - RZ – u většiny mluvčích totožné s [ʐ]IPA (ve znělé pozici) nebo [ʂ]IPA (v neznělé pozici), starší výslovnost [r̝̊]IPA (jako české <ř>) se zachovala u části mluvčích zejména na Těšínsku - S - SZ – tvrdé [ʂ]IPA - Ś – měkké [ɕ]IPA, před samohláskou SI - T - U - W – [v]IPA (v) - Y – „tvrdé“ [ɨ]IPA, v některých pozicích může též označovat úzké [e]IPA - Z - Ź – měkké [ʑ]IPA, před samohláskou ZI - Ż – tvrdé [ʐ]IPA |

Písmena Ã, Ŏ, Õ jsou nepovinná a v mnoha textech se vynechávají, jelikož jsou povětšinou odrazem pouze hlásek severozápadního (opolského) dialektu. Pro centrální část Horního Slezska (centrální dialekt), odkud pochází nejvíce slezsky píšících autorů, nemají žádnou fonetickou hodnotu.

### Steuerův pravopis
Steuerův pravopis (Steuerowy szrajbōnek) obsahuje 30 písmen a 11 spřežek.
| a | b | c | ć | d | e | f | g | h | i | j | k | l | ł | m | n | ń | o | p | r | s | ś | t | u | ů | w | y | z | ź | ż |
| A | B | C | Ć | D | E | F | G | H | I | J | K | L | Ł | M | N | Ń | O | P | R | S | Ś | T | U | Ů | W | Y | Z | Z | Ż |

| au | ch | cz | dz | dź | dż | ou | rz | sz | uo | uů |

Liší v následujících bodech:
- pro nazální [ã]IPA přítomné v západoslezských nářečích používá spřežku AU
- pro změkčení předchozí souhlásky používá J místo I, např. mjoł ('měl'), pjyńć ('pět')
- hlásky [t͡ɕ]IPA, [ɖ͡ʐ]IPA, [ɳ]IPA, [ɕ]IPA a [ʐ]IPA označuje pouhým Ć, DŹ, Ń, Ś, Ź i před samohláskami
- místo Ō používá Ů a místo Ô spřežky UO (pro [wɔ]IPA) a UŮ (pro [wo]IPA)
- nepoužívá vůbec písmena Ŏ a Õ

### Slezský fonetický pravopis
Na Těšínsku se používá alternativní způsob zápisu vycházející z českého pravopisu. Tzv. slezský fonetický pravopis (Ślōnski alfabet fōnetyczny), populární na začátku 21. století, ve které je napsána část hesel slezské Wikipedie, kombinuje prvky Steuerova pravopisu a češtiny: místo spřežek <cz>, <sz>, <rz> a písmena <ż> používá <č>, <š>, <ř> a <ž>.
Pravopis obsahuje celkem 32 písmen a žádnou spřežku.
| a | b | c | ć | č | d | e | f | g | h | i | j | k | l | m | n | ń | o | p | r | ř | s | ś | š | t | u | ů | w | y | z | ź | ž |
| A | B | C | Ć | Č | D | E | F | G | H | I | J | K | L | M | N | Ń | O | P | R | Ř | S | Ś | Š | T | U | Ů | W | Y | Z | Z | Ž |

### Porovnání s jinými jazyky
Níže se nachází tabulka s porovnáním výše uvedených slezských pravopisů s dalšími dvěma lechickými jazyky – polštinou a kašubštinou. Písmena, která jsou v kašubštině a slezštině oproti polštině navíc, jsou vyvedena tučně.
|            | Ślabikŏrz  | a |   | ã | b | c | ć |   | d | e |   |   |   | f | g | h | i | j | k | l | ł | m | n | ń | o | ŏ | ō |   |   | ô | õ | p | r |   | s | ś |   | t | u |  |   | w | y | z | ź | ż |  |
| Steuer     | a          |   |   | b | c | ć |   | d | e |   |   |   | f | g | h | i | j | k | l | ł | m | n | ń | o |   |   |   |   |   |   | p | r |   | s | ś |   | t | u | ů |  | w | y | z | ź | ż |   |  |
| SAF        | a          |   |   | b | c | ć | č | d | e |   |   |   | f | g | h | i | j | k | l | ł | m | n | ń | o |   |   |   |   |   |   | p | r | ř | s | ś | š | t | u | ů |  | w | y | z | ź |   | ž |  |
| Polština   | Polština   | a | ą |   | b | c | ć |   | d | e | ę |   |   | f | g | h | i | j | k | l | ł | m | n | ń | o |   |   |   | ó |   |   | p | r |   | s | ś |   | t | u |  |   | w | y | z | ź | ż |  |
| Kašubština | Kašubština | a | ą | ã | b | c |   |   | d | e |   | é | ë | f | g | h | i | j | k | l | ł | m | n | ń | o |   |   | ò | ó | ô |   | p | r |   | s |   |   | t | u |  | ù | w | y | z |   | ż |  |

## Gramatika

### Zájmena
Slezská osobní zájmena jsou, stejně jako ta česká, rozdělena do dvou čísel po třech osobách. Zájmena třetí osoby jsou pak rozlišena dle rodu (mužský, ženský, střední). Zájmena druhé osoby jsou dále rozdělena na zájmena osobní (obdobná českému tykání) a zdvořilostní (obdobná českému vykání). Skupina zájmen zdvořilostních je pak rozlišena dle rodu, střední rod je však zde nahrazen rodem společným (tj. množina zahrnuje muže i ženy).
Naprosto stejné schéma používá, pouze s mírně odlišnými některými slovy, i polština.
|        |              |         | j. č. | mn. č.  |
| ------ | ------------ | ------- | ----- | ------- |
| 1. os. | 1. os.       | 1. os.  | jŏ    | my      |
| 2. os. | osobní       | osobní  | ty    | wy      |
| 2. os. | zdvořilostní | m.      | pōn   | panowie |
| 2. os. | zdvořilostní | ž.      | pani  | panie   |
| 2. os. | zdvořilostní | spol.   | –     | państwo |
| 3. os. | mužský       | mužský  | ôn    | ôni     |
| 3. os. | ženský       | ženský  | ôna   | ône     |
| 3. os. | střední      | střední | ôno   | ône     |

## Ukázky textu

### Prohlášení spolku Uotwarty Ślůnsk
Facebookový příspěvek spolku Uotwarty Ślůnsk (Otevřené Slezsko) komentující aktuální politické dění (2022, Steuerův pravopis):
| Slezsky | Doslovný český překlad | Doslovný polský překlad |
| --- | --- | --- |
| Ślůnzoki to je nojwjynkszo, choćoż durch ńyuznowano, myńszość we Polsce. Je nos poraset tauzynůw, můmy swoja godka, kultura, historyczno pamjyńć a swoja tůżsamość. Uo to wszyjsko śe starůmy, to wszyjsko chcymy flyjgować. Skuli tego důmogůmy śe wpisańo nos na wykoz etńicznych myńszośći. Tak jak Łymkůw, Karajimůw, Růmůw a Tatarůw. Tak, coby'chmy mjeli insztrumynta uobrůny swojij kultury. Tak, coby'chmy mjeli wjynksze szanse przetrwać. Tak, coby nasze wnuki durch bůły Ślůnzokami. Skuli tego ńy zgodzůmy śe ze słowami ńykerych politikerůw, iże «Ślůnzoki chcům jyno sztatusu regjůnalnyj godki i ńic wjyncyj». Sztatus regjůnalnyj godki to je yno půłstrzodek, kery pozwolo flyjgować yno jedyn aspekt ślůnskij tůżsamośći. Moc krziwdy przińůsła naszymu norodowi historyjo – wyćyrpjeli'chmy uod Mjymcůw, uod Polokůw, uod Rusůw. Terozki Polska mo szansa ta krziwda zbajstlować. To śe nům noleży! | Slezané jsou největší, i když stále neuznanou menšinou v Polsku. Je nás několik set tisíc, máme svůj jazyk, kulturu, historickou paměť a identitu. O to se snažíme, to je vše, čeho si chceme vážit. Proto požadujeme, abychom byli zařazeni na seznam etnických menšin. Stejně jako Lemkové, Karaimové, Romové a Tataři. Abychom měli nástroje na obranu naší kultury. Abychom měli větší šanci na přežití. Aby naši vnuci byli stále Slezané. Proto nesouhlasíme se slovy některých politiků, že „Slezané chtějí pouze statut regionálního jazyka a nic víc“. Status regionálního jazyka je jen polovičním opatřením, které umožní pěstovat pouze jeden aspekt slezské identity. Historie přinesla našemu národu mnoho zla – trpěli jsme od Němců, od Poláků, od Rusů. Nyní má Polsko šanci tuto chybu napravit. Zasloužíme si to! | Ślązacy to największa, chociaż ciągle nieuznawana, mniejszość w Polsce. Jest nas kilkaset tysięcy, mamy swój język, kulturę, pamięć historyczną i swoją tożsamość. O to wszystko się staramy, to wszystko chcemy pielęgnować. Dlatego domagamy się wpisania nas do wykazu mniejszości etnicznych. Tak jak Łemków, Karaimów, Romów i Tatarów. Tak, abyśmy mieli instrumenty obrony swojej kultury. Tak, abyśmy mieli większe szanse przetrwać. Tak, aby nasze wnuki wciąż były Ślązakami. Dlatego nie zgadzamy się ze słowami niektórych polityków, że «Ślązacy chcą tylko statusu języka regionalnego i niczego więcej». Status języka regionalnego to jedynie półśrodek, który pozwoli pielęgnować tylko jeden aspekt śląskiej tożsamości. Wiele krzywdy przyniosła naszemu narodowi historia – wycierpieliśmy od Niemców, od Polaków, od Rosjan. Teraz Polska ma szansę tę krzywdę naprawić. To się nam należy! |
| | | |

### Vánoční koleda
Vánoční koleda Charlese Dickense v překladu Grzegorze Kulika (2017, slabikářový pravopis):
| Slezsky | Doslovný český překlad | Doslovný polský překlad |
| --- | --- | --- |
| Hned ale wieże zawołały wszyjskich dobrych ludzi do kościoła i ôni zarŏz skŏkali bez ulice we nojlepszych ancugach i klajdach, i ze swojimi nojszczyńszliwszymi gymbami. Ôrŏz niyporachowane dziesiōntki ludzi wysuły sie ze ajnfartōw ze swojimi wieczerzami, co je nieśli do piekŏrzy. Mŏra wyglōndała zaciekawiōnŏ tymi ludźmi, bo stoła ze Scrooge'ym we dźwiyrzach i ôdkrywała jejich koszyki, i posuwała wieczerze kadzŏkym ze swojij fakle. A to była niyōbyczajnŏ zorta fakle, pōniywŏż rŏz abo dwa, kej szło słyszeć słowa pogorszyniŏ miyndzy tymi, co sie strzaśli, mŏra posuła im kadzidłym gowy i im dobrŏ launa zarŏz wrŏcała, bo hned gŏdali, co żŏl wadzić sie we Gody. Mieli recht! Jŏ wōm gŏdōm, mieli recht. | Hned ale věže zvolaly všechny dobré lidi do kostela a oni honem skákali přes ulice v nejlepších oblecích a šatech a výskali u toho štěstím. Rázem nesčetné desítky lidí se vysoukaly z průjezdů se svými večeřemi, které nesli pekařům. Duch vypadal, že ho ti lidé zajímají, neboť stál se Scroogem ve dveřích a odkrýval jejich košíky a osvětloval večeře hořákem své pochodně. A to nebyl obyčejný druh pochodně, poněvadž jednou nebo dvakrát, když šly slyšet slova pobouření mezi těmi, kdo do sebe narazili, duch posypal kadidlem jejich hlavy a dobrá nálada se jim rázem vracela, neboť hned říkali, že je škoda se hádat o Vánocích. Měli pravdu! Já vám říkám, měli pravdu. | Zaraz jednak wieże zwołały wszystkich dobrych ludzi do kościoła i oni od razu skakali przez ulice w najlepszych garniturach i sukniach, z przeszczęśliwymi minami. Zrazu niezliczone dziesiątki ludzi wysypały się z bram ze swoimi wieczerzami, które nieśli do piekarzy. Duch wyglądał na zaciekawionego tymi ludzi, bo stał ze Scroogem w drzwiach i odsłaniał ich koszyki, i oświetlał wieczerze palnikiem swojej pochodni. A to nie była zwyczajna pochodnia, ponieważ raz czy dwa, gdy można było usłyszeć słowa oburzenia między tymi, którzy na siebie wpadli, duch posypał im kadzidłem głowy i dobry nastrój zaraz do nich wracał, bo od razu mówili, że szkoda się kłócić w Boże Narodzenie. Mieli rację! Ja wam mówię, mieli rację. |

### Z rubrikyCo tydziyń po naszymu
Úryvek z rubriky Fryderyka Jana Drale Co tydziyń po naszymu publikované v těšínských novinách Gazeta Codzienna (2020, ukázka těšínského nářečí s vlastním pravopisem):
| Slezsky | Doslovný český překlad | Doslovný polský překlad |
| --- | --- | --- |
| Tak rozmyślóm, kiery fórt w naszym mieście je taki uwziynty i sadzi strómy, kiere majóm na sobie tak moc liści. Hańdownij taki stromy rosły jyno w lesie i jak na jesiyń listki ś nich opadły, to nieskorzij skrymiały, bo chroboki i grziby przeca też s czegosi żyć muszóm. W mieście je s tym każdego roku yno łostuda, bo tak naprowde żodyn nie wiy co dalij s tymi liściami zrobić. Jedni to śmiatajóm do takich wielkich pytli i nieskorzij kansi to wywożóm. Sóm też tacy co majóm przez pleca przewieszóne taki duchaczki i ty liści s każdej cesty zduchujóm do przikopy. Je przi tym tela krawalu, że jak sie wedla nich stanie to nie idzie ani ze sebóm porzóndzić. | Tuhle přemýšlím, kdo je v našem městě furt tak tvrdohlavý a vysazuje stromy, které na sobě mají tolik listí. Kdysi rostly takové stromy jenom v lese a když z nich na podzim popadalo listí, tak pak zetlelo, protože červi a houby taky z něčeho žít musí. Ve městě je s tím každý rok jenom ostuda, protože nikdo doopravdy neví, co má s tím listím potom dělat. Jedni to smetávají do takových velkých pytlů a pak to někam vyvážejí. Jsou též takoví, co mají na zádech zavěšeny takové fukary a to listí z každé cesty sfoukávají do příkopu. Je u toho tolik kraválu, že když se vedle nich postavíte, tak nejde spolu hovořit. | Tak się zastanawiam, kto w naszym mieście jest cały czas taki zawzięty i sadzi drzewa, które mają na sobie tyle liści. Kiedyś takie drzewa rosły tylko w lesie i jak jesienią liście z nich opadły, to potem zbutwiały, bo robaki i grzyby przecież też czegoś żyć muszą. W mieście jest z tym co roku tylko wstyd, bo nikt właściwie nie wie, co dalej z tymi liśćmi zrobić. Jedni to zmiatają do takich wielkich worków i potem gdzieś to wywożą. Są też tacy, co mają na plecach zawiesione takie dmuchawy i te liście z każdej drogi zdmuchują do rowu. Jest przy tym tyle hałasu, że jak się koło nich stanie, to nie da się rozmawiać. |

### Číslovky a barvy
| Polsky   | Slezsky              | IPA         | Česky |  |  |  |  |  |  |  |  | Polsky       | Slezsky      | Česky    |
| jeden    | jedyn                | [jɛdɨn]     | jedna |  |  |  |  |  |  |  |  | czarny       | czŏrny       | černý    |
| dwa      | dwo                  | [dva]       | dva   |  |  |  |  |  |  |  |  | biały        | bjoły        | bílý     |
| trzi     | trzi                 | [tʂi]       | tři   |  |  |  |  |  |  |  |  | czerwony     | czyrwiōny    | červený  |
| cztery   | sztyry               | [ʂtɨrɨ]     | čtyři |  |  |  |  |  |  |  |  | żōłty        | żōłty        | žlutý    |
| pięć     | piyńć / pjyńć        | [pʲɨɳt͡ɕ]    | pět   |  |  |  |  |  |  |  |  | niebieski    | modry        | modrý    |
| sześć    | szejś                | [ʂɛjɕ]      | šest  |  |  |  |  |  |  |  |  | zielony      | zielōny      | zelený   |
| siedem   | siedym / śedym       | [ɕɛdɨm]     | sedm  |  |  |  |  |  |  |  |  | pomarańczowy | pōmarańczowy | oranžový |
| osiem    | ôziym / uoźym        | [wɔʐɨm]     | osm   |  |  |  |  |  |  |  |  |              |              |          |
| dziewięć | dziewiyńć / dźewjyńć | [ɖ͡ʐɛvʲɨɳt͡ɕ] | devět |  |  |  |  |  |  |  |  |              |              |          |
| dziesięć | dziesiyńć / dźeśyńć  | [ɖ͡ʐɛɕɨɳt͡ɕ]  | deset |  |  |  |  |  |  |  |  |              |              |          |

### Otčenáš (modlitba Páně)
| slezsky: | polsky: |
| Fatrze nasz, kery jeżeś we ńebje, bydź pośwjyncůne mjano Twoje. Przińdź krůlestwo Twoje, bydź wola Twoja, jako we ńebje, tak tyż na źymji. Chlyb nasz kożdodźynny dej nům dźiśej. A uodpuść nům nasze winy, jako a my uodpuszczůmy naszym wińńikům. A ńy wůdź nos na pokuszyńy, nale zbow nos uode złygo. Amyn. | Ojcze nasz, któryś jest w niebie, święć się imię Twoje, przyjdź królestwo Twoje, bądź wola Twoja jako w niebie tak i na ziemi, chleba naszego powszedniego daj nam dzisiaj, i odpuść nam nasze winy, jako i my odpuszczamy naszym winowajcom, i nie wódź nas na pokuszenie, ale nas zbaw od złego. Amen. |

### Všeobecná deklarace lidských práv
| slezsky (ślabikŏrz) | Wszyjske ludzie rodzōm sie swobodne a rōwne we swojim wercie a prawach. Sōm ône ôbdarzōne filypym a sōmńyniym a majōm powinność wzglyndym inkszych jak brat z bratym postympować. |
| slezsky (Steuer)    | Wszyjske ludźe rodzům śe swobodne a růwne we swojim werće a prawach. Sům uůne uobdarzůne filypym a sůmńyńym a majům powinność wzglyndym inkszych jak brat z bratym postympować.   |
| polsky              | Wszyscy ludzie rodzą się wolni i równi pod względem swej godności i swych praw. Są oni obdarzeni rozumem i sumieniem i powinni postępować wobec innych w duchu braterstwa.        |
| česky               | Všichni lidé se rodí svobodní a sobě rovní co do důstojnosti a práv. Jsou nadáni rozumem a svědomím a mají spolu jednat v duchu bratrství.                                        |

## Galerie

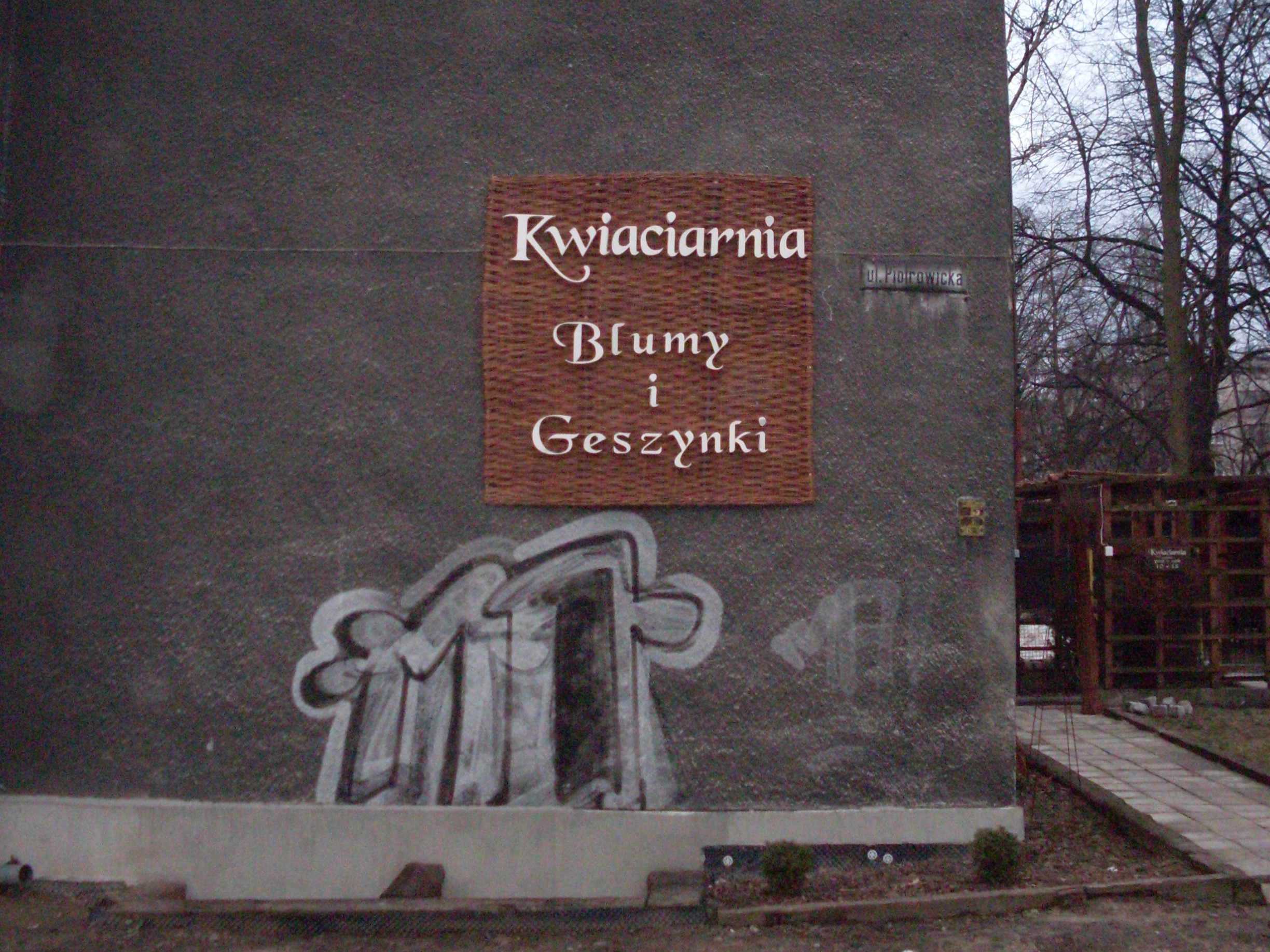
Vývěsný štít „Květinářství: květiny a dárky“ s typickými germanismy
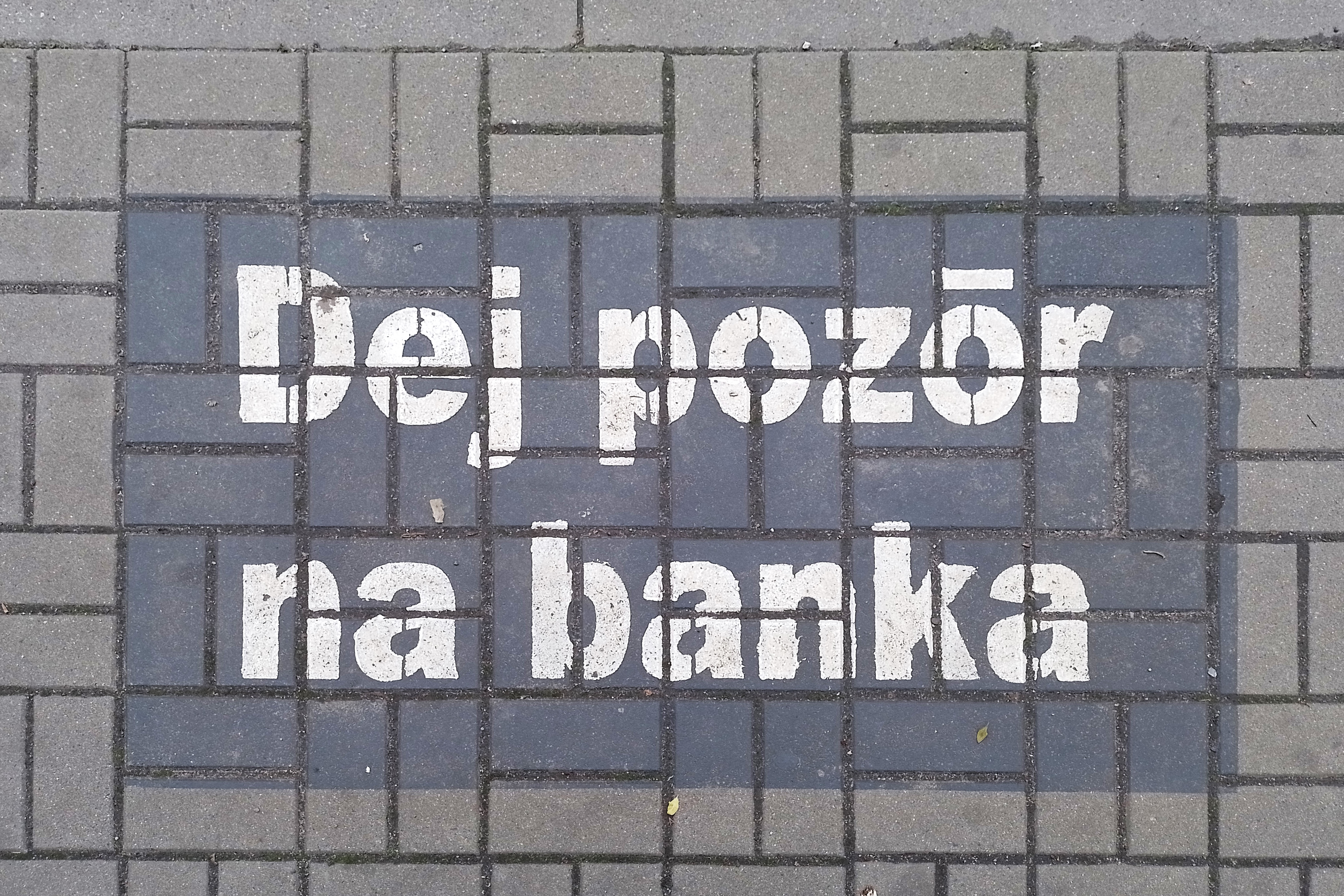
Výstražný nápis „Dej pozor na tramvaj“ na chodníku v Chořově
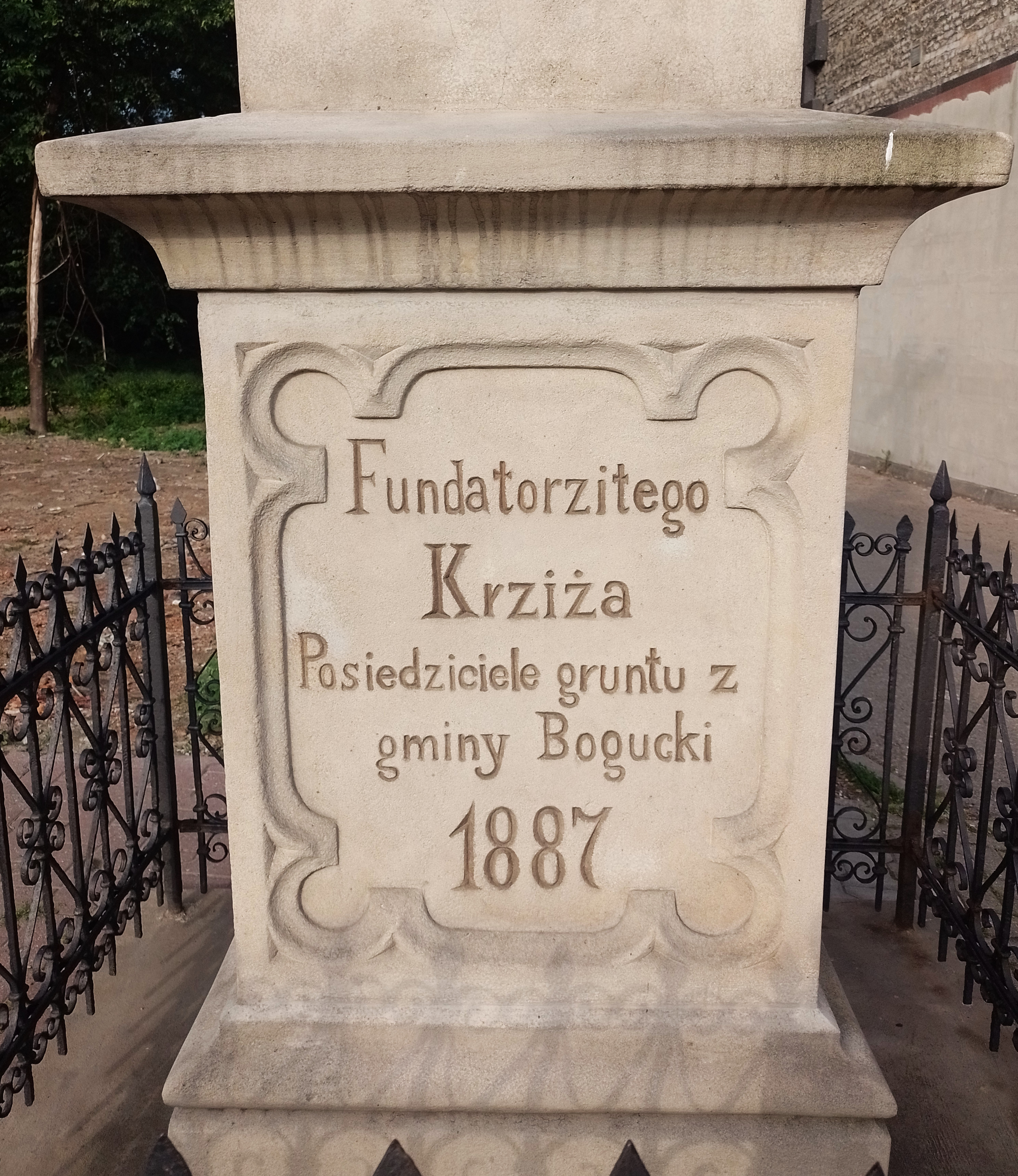
Nápis na kříži z 19. století v Bogucicích, městské části Katovic: „Fundátoři tohoto kříže / Majitelé pozemku z obce Bogucice“.
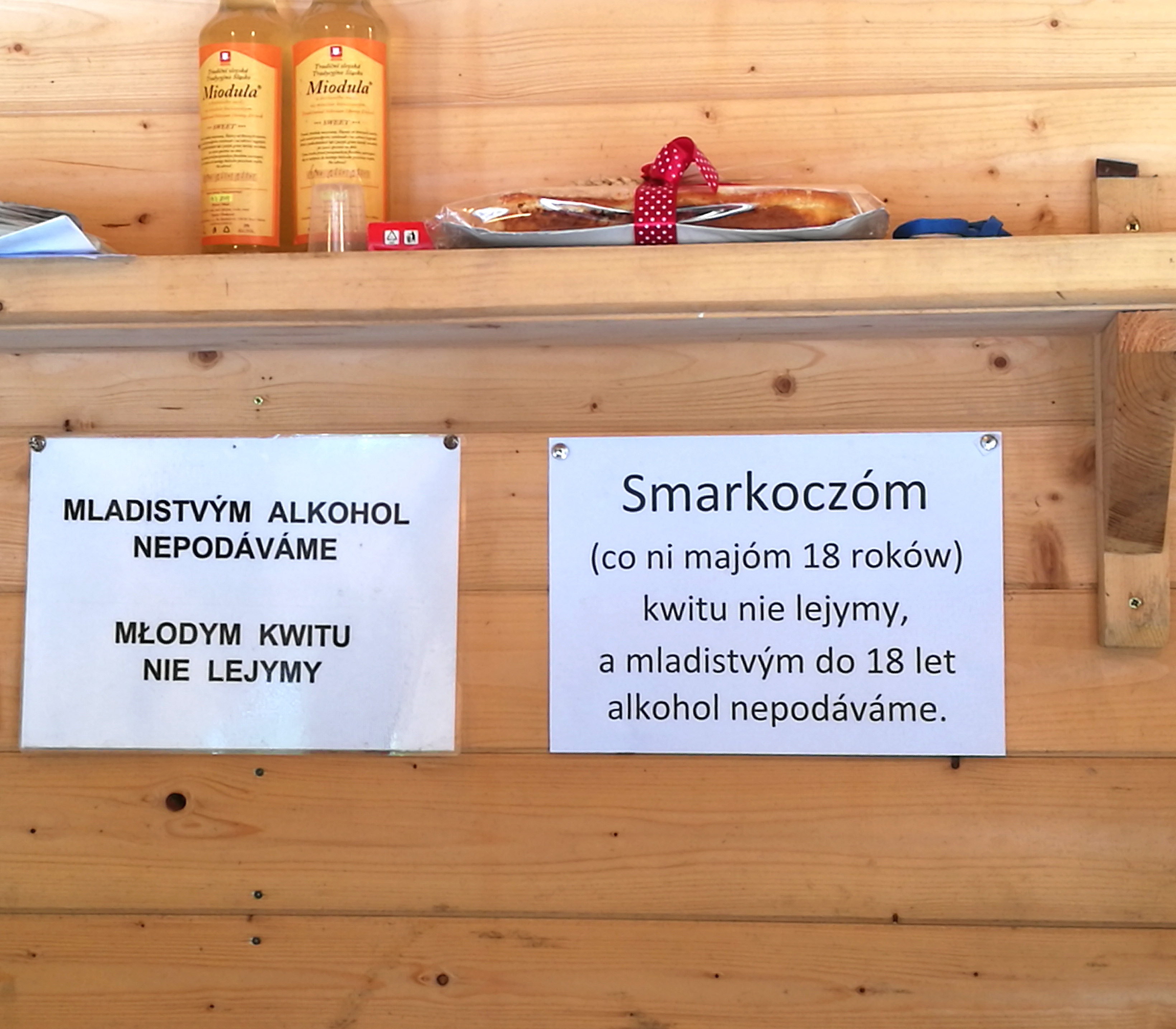
Slezsko-český nápis v Jablunkově, slezština zapsaná alternativním těšínským zápisem
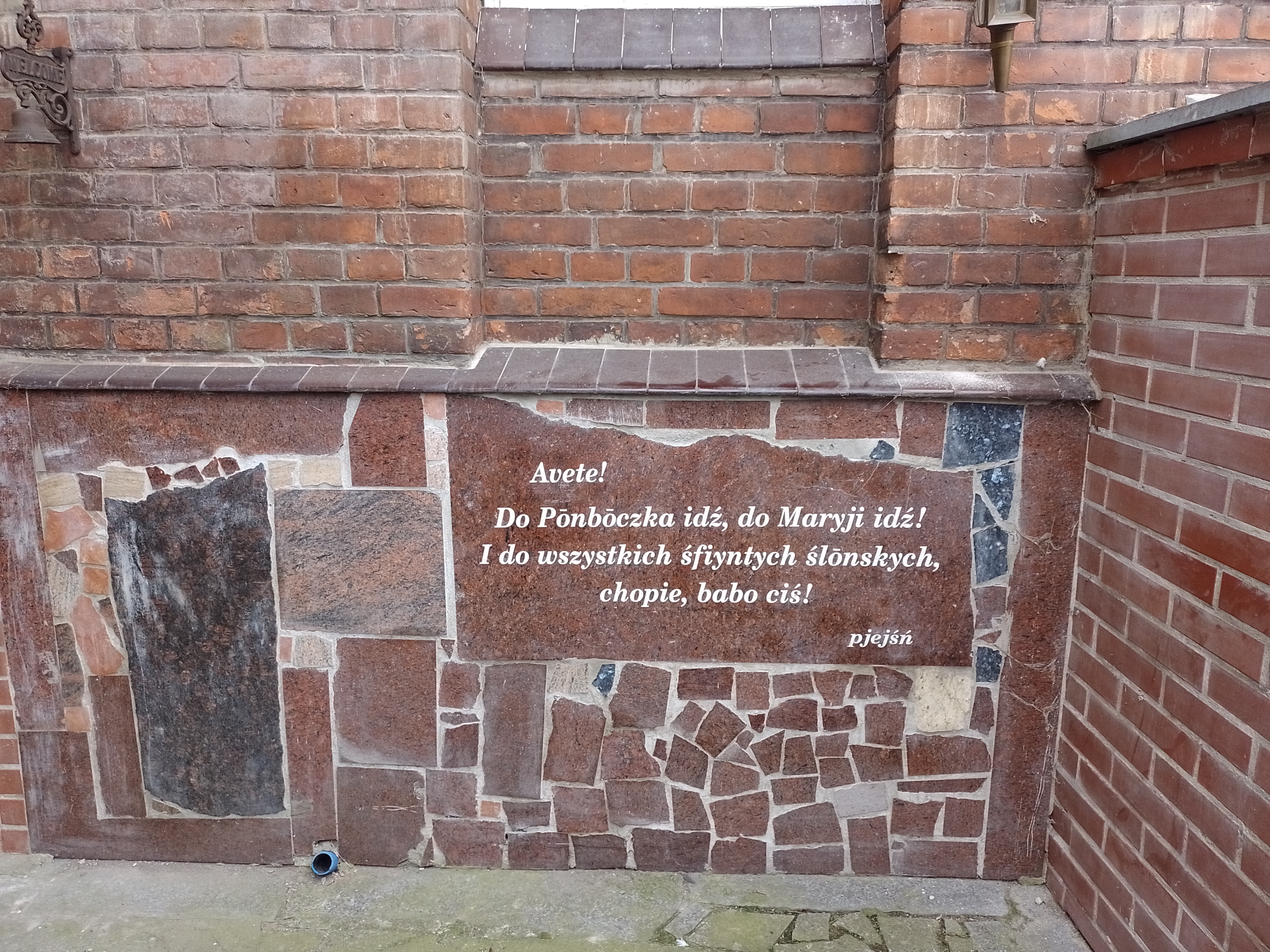
muzeum v Łączniku s nápisem „Jděte k Pánu, jděte k Matce Boží a ke všem slezským svatým, mužům, ženám, spěchajícím.“
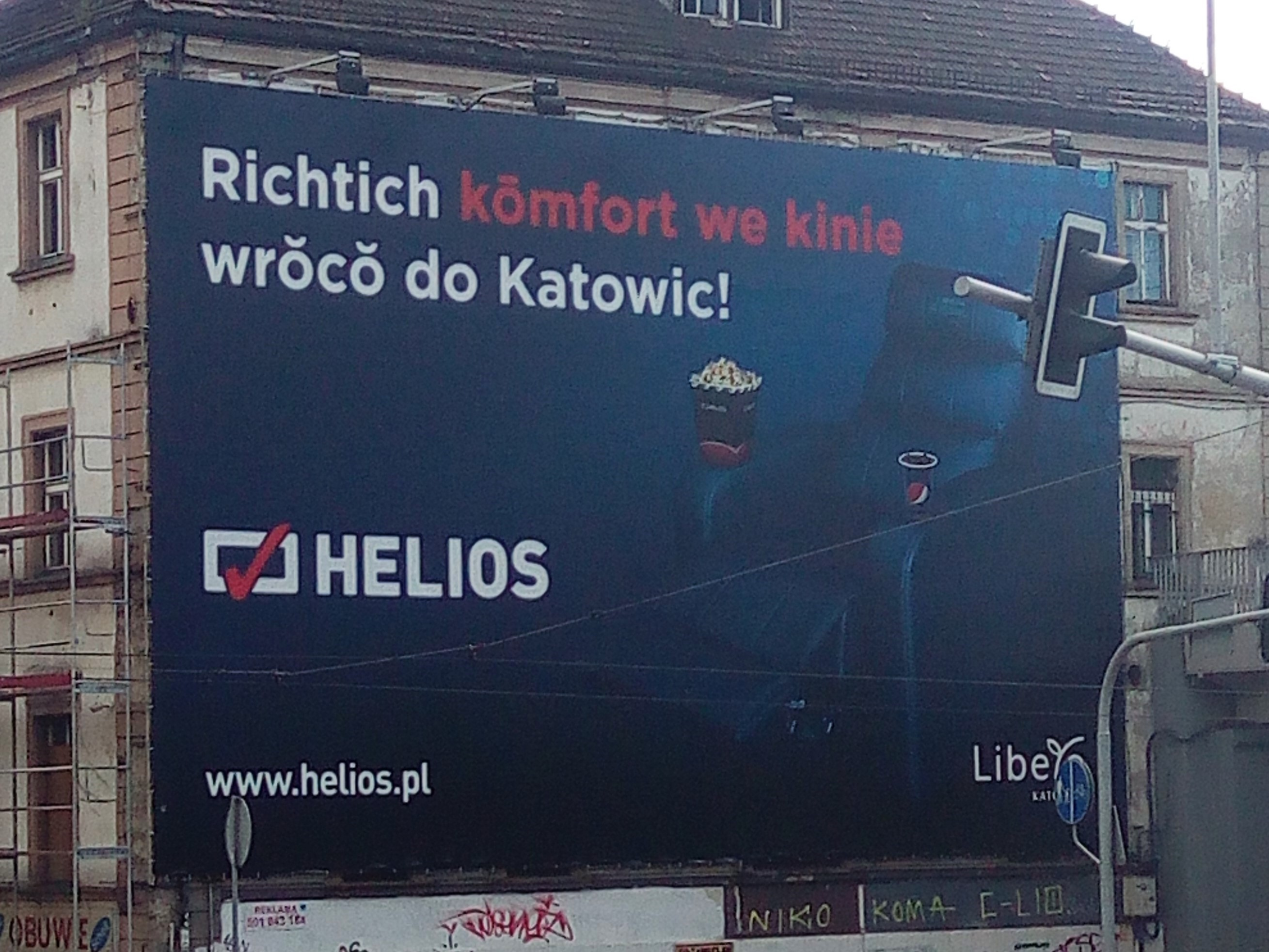
Reklamní billboard ve slezštině s nápisem „Pravá pohoda v kině se vrací do Katovic!“
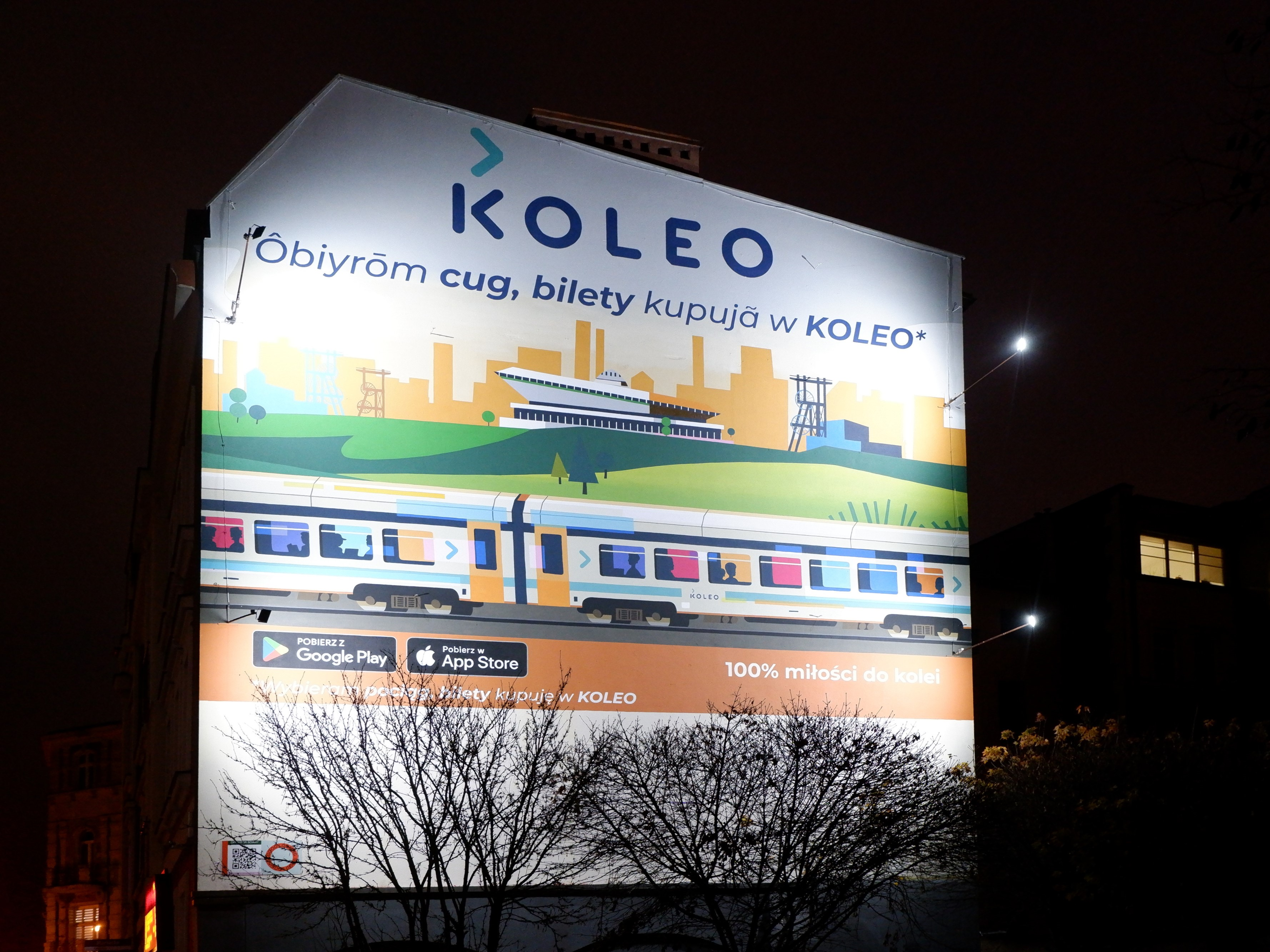
Reklamní billboard ve slezštině s nápisem „Vybírám si vlak a kupuji si jízdenky v Koleu!“
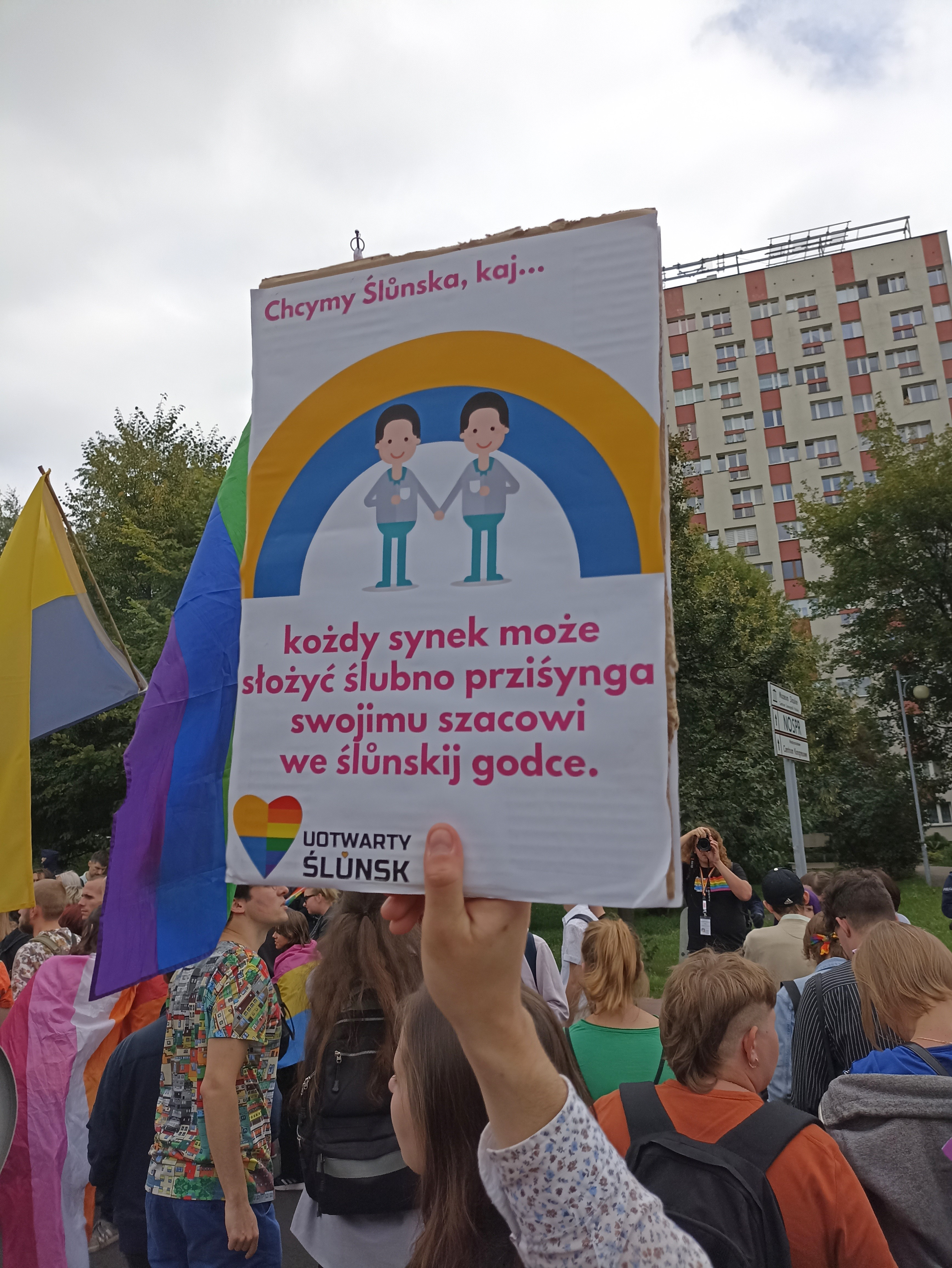
Transparent na Gay Pride v Katovicích s nápisem „Chceme Slezsko, kde každý chlapec může složit slib svému vyvolenému ve slezském jazyce.“
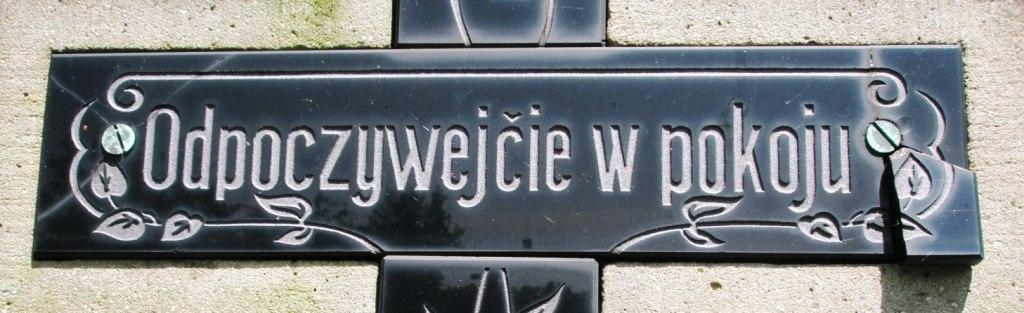
Nápis „Odpočívej v pokoji“ ve Stříteži poblíž Českého Těšína, používající slezský fonetický pravopis
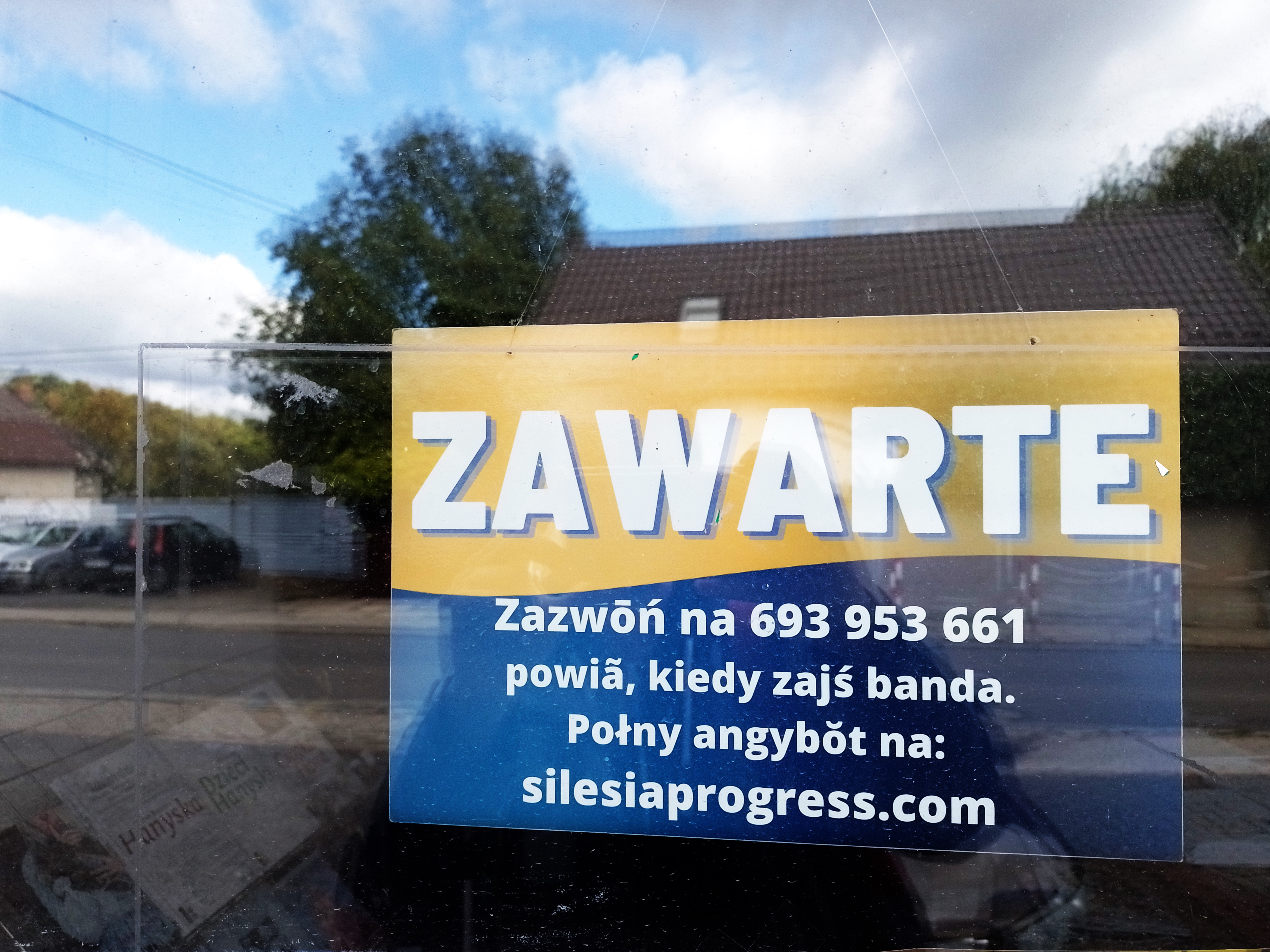
Tabulka s nápisem „ZAVŘENO. Zavolejte na 693 953 661, řeknu, kdy tu zase budu. Úplná nabídka na silesiaprogress.com“ ve výloze obchodu v Luboszycích u Opolí